# NGC 2976
| Galáxia espiral NGC 2976 |                                                                  |
|                          |                                                                  |
| Dados do catálogo:       |                                                                  |
| Classificação do objeto: | Sc pec                                                           |
| Brilho superficial       | 13,0                                                             |
| Massa (Sol=1)            | ----                                                             |
| Outras denominações:     | UGC 5221, MCG+11-12-025, H I-285, h 625, GC 1905, PGC 28120, etc |

NGC 2976 é uma galáxia espiral localizada a cerca de quatorze milhões de anos-luz (aproximadamente 4,292 megaparsecs) de distância na direção da constelação de Ursa Maior. Possui uma magnitude aparente de 10,1, uma declinação de +67º 54' 59" e uma ascensão reta de 09 horas, 47 minutos e 15,3 segundos.
A galáxia NGC 2976 foi descoberta em 1801 por William Herschel e é um dos menores membros do aglomerado de galáxias M81.